# Momma Miss America
Momma Miss America è un brano strumentale di Paul McCartney, incluso sul suo eponimo album del 1970.

## Il brano
Momma Miss America è composto da due parti separati, unite accidentalmente da McCartney; il cambio avviene ad 1'57". Ugualmente, i due pezzi non sono molto diversi fra loro: il primo inizia nella tonalità di La minore per poi passare nella maggiore, mentre il secondo in Sol maggiore, per poi cambiare ritmo e struttura. Venne improvvisato dal musicista, il quale ricorda di essere partito con la sequenza di accordi, e poi di aver aggiunto la melodia. Registrato nello studio casalingo dell'artista, a Cavendish Avenue 7, il titolo originario del brano era Rock 'n' Roll Springtime, ribadito da un fonico all'inizio del brano, che ne annuncia la prima take. La canzone non è mai stata eseguita live, né è apparsa su altri dischi al di fuori delle varie edizioni di McCartney, escludendo l'inclusione nel box set di DVD The McCartney Years, dove appare come sottofondo della schermata "cronologia" del secondo disco. La parte di batteria, è stata inclusa, come sampler, nei brani Thisisme di Common, Flexi With Da Tech(nique) degli Artifacts, The Fire dei The Roots e Johnny Ryall dei Beastie Boys. Altri brani strumentali apparsi nell'album sono Valentine Day, Hot as Sun/Glasses, Singalong Junk e Kreen-Akrore. La canzone è stata inclusa nella colonna sonora del film Jerry Maguire del 1996; Momma Miss America è l'unica traccia di un beatle ad apparire nella pellicola.

## Formazione
- Paul McCartney: chitarra acustica, basso elettrico, pianoforte, batteria[1]